# Marc’Antonio e Cleopatra
Marc’Antonio e Cleopatra (gelegentlich auch Antonio e Cleopatra genannt) ist eine Serenata in zwei Akten von Johann Adolph Hasse (Musik) mit einem Libretto von Francesco Ricciardi. Die Uraufführung fand vermutlich im September 1725 im Landhaus des königlichen Rats Carlo Carmignano in Neapel statt.

## Handlung

### Vorgeschichte
Nach der Ermordung Gaius Iulius Caesars im Jahr 44 v. Chr. regierten im zweiten Triumvirat zunächst Marcus Antonius (Marc’Antonio), Octavian (der spätere Augustus) und Marcus Aemilius Lepidus gemeinsam das römische Reich. Lepidus wurde einige Jahre später von Octavian entmachtet. Anschließend brach ein Machtkampf zwischen Marcus Antonius und Octavian aus. Ersterer verbündete sich sowohl militärisch als auch privat mit der ägyptischen Königin Kleopatra VII. (Cleopatra). Ihre vereinten Truppen wurden jedoch 31. v. Chr. in der Schlacht bei Actium von Octavian geschlagen. Marcus Antonius zog sich daraufhin zu Kleopatra nach Alexandria zurück.

### Erster Teil
Marc’Antonio erklärt Cleopatra, dass er nach der Flucht ihrer Truppen bei Actium nur noch an sie dachte und ihr schnellstmöglich gefolgt sei. Seine Liebe zu ihr sei ihm wichtiger als politische Macht (Arie Marc’Antonio: „Pur ch’io possa a te“). Cleopatra versichert ihm, dass sie keine Furcht vor dem Tod habe, sondern nur geflohen sei, um nicht als Besiegte und Sklavin auf dem Kapitol vorgeführt zu werden. Sie wolle in Freiheit auf dem Thron sterben (Arie Cleopatra: „Morte col fiero aspetto“). Marc’Antonio erinnert sich an ihre erste Begegnung und das Entstehen ihrer Liebe (Arie Marc’Antonio: „Fra le pompe peregrine“). Auch Cleopatra denkt an glücklichere Tage und ihren gemeinsamen Sohn. Trotz Marc’Antonios damaliger Macht sah sie in ihm weniger einen Herrscher als ihren Liebhaber (Arie Cleopatra: „Un sol tuo sospiro“). Marc’Antonio beklagt, dass die Zeit so schnell verfliegt. Er glaubt, dass die Situation noch nicht völlig verloren sei. Er habe genügend Vasallen, um Ägypten zu verteidigen. Cleopatra sieht das anders. Für sie liegt der einzige Ausweg in einem würdevollen Tod (Duett: „Attendi ad amarmi“).

### Zweiter Teil
Cleopatra meint, dass Octavian kurz davor stehe, über ganz Asien und Afrika zu herrschen. Ihre einige Hoffnung liegt im freiwilligen Verzicht auf Rettung. Sie will sich von Thron und Reich verabschieden, um in Freiheit zu sterben, und hofft, dass ihr Geliebter ihr folgen wird (Arie Cleopatra: „A Dio trono, impero a Dio“). Während Marc’Antonio den Gedanken an ihren Tod nicht ertragen kann (Arie Marc’Antonio: „Come veder potrei“), will Cleopatra ihm freudig entgegengehen (Arie Cleopatra: „Quel candido armellino“). Bewundernd erklärt Marc’Antonio, dass er wie im Leben so auch im Tod mit ihr vereint sein wolle (Arie Marc’Antonio: „Là tra i mirti degl’Elisi“). Nachdem der Entschluss zum gemeinsamen Selbstmord feststeht, wirft Marc’Antonio einen Blick in die Zukunft: Das unter Octavian vereinte Reich werde seinen Ruhm dauerhaft bewahren, bis schließlich „unter dem Himmel Germaniens eine neue Sonne aufgehen werde“. Der große Carlo (Kaiser Karl VI.) werde mit seinen Taten diejenigen Griechenlands und Roms verblassen lassen. Cleopatra ergänzt, dass dieser von dem leuchtenden Stern Elisabetta (Karls Gemahlin Elisabeth Christine) begleitet werde, dessen Glanz jede andere Schönheit verdunkle. Mit einem Lobpreis auf diese kommende Epoche endet die Serenata (Duett: „Bella etade avventurosa“).

## Gestaltung

### Orchester
Die Orchesterbesetzung der Serenata umfasst zwei Violinen, Viola und Basso continuo (Violoncello, Kontrabass und Cembalo).

### Musiknummern
Die Oper enthält die folgenden Musiknummern:
Erster Teil
- Sinfonia: Spiritoso e staccato – Allegro
- Sinfonia: Spiritoso e staccato – Grazioso
- Rezitativ „Da quel salso elemento“
- Arie (Marc’Antonio) „Pur ch’io possa a te“
- Rezitativ „Signor, la tua sciagura“
- Arie (Cleopatra) „Morte col fiero aspetto“
- Rezitativ „Or che la mia fortuna“
- Arie (Marc’Antonio) „Fra le pompe peregrine“
- Rezitativ „Si, mel rammento, o caro“
- Arie (Cleopatra) „Un sol tuo sospiro“
- Rezitativ „Cosi rapido fugge e vola il tempo“
- Duett (Marc’Antonio, Cleopatra) „Attendi ad amarmi“

Zweiter Teil
- Rezitativ „Signor, la tuna speranza“
- Arie (Cleopatra) „A Dio trono, impero a Dio“
- Rezitativ „Ah, tolga il ciel mia cara“
- Arie (Marc’Antonio) „Come veder potrei“
- Rezitativ „Lascia, Antonio, deh lascia“
- Arie (Cleopatra) „Quel candido armellino“
- Rezitativ „L’eroico tuo coraggio“
- Arie (Marc’Antonio) „Là tra i mirti degl’Elisi“
- Rezitativ „Poiche la morte sola“
- Duett (Marc’Antonio, Cleopatra) „Bella etade avventurosa“

### Musik
Die acht Arien und zwei Duette sind höchst abwechslungsreich gestaltet. Stilistisch orientierte sich Hasse weitgehend an der aktuellen neapolitanischen Mode, in der der Kontrapunkt zugunsten einer stärkeren Gewichtung der Ober- bzw. Singstimme zurückgedrängt wurde. Dennoch achtete er auf eine solide Satztechnik. Seine Vokalmusik wurde später für das ausgeglichene Maß zwischen Sanglichkeit und Tonsatz gerühmt.:XI Fredrick L. Millner wies darauf hin, dass Hasse an einigen Stellen auf ältere Stilmittel zurückgriff. Die Sinfonie beispielsweise beginnt mit einer französischen Ouvertüre und enthält einen fugierten schnellen Abschnitt. In einem Duett gibt es Imitationen zwischen den beiden Singstimmen. Koloraturen werden sparsam eingesetzt. Das Orchester hat gelegentlich eigenständige Aufgaben jenseits einer reinen Begleitung der Singstimme. Die Arienformen entsprechen nicht immer dem aktuellen Standard. Das kurze und größtenteils homophone Schlussduett übernimmt die Funktion des Schlusschors der damaligen Oper.
In den Rezitativen werden wichtige Stellen durch zusätzliche Instrumente hervorgehoben. Zur zusätzlichen Betonung griff Hasse häufig auf Wiederholungen einzelner Worte und Satzteile zurück. Die Gesangslinien sind sorgfältig aufgebaut und weisen an bestimmten Stellen ungewöhnliche Intervallfolgen auf. Pier Francesco Tosis Gesangsschule Opinioni de’ cantori antichi, e moderni o sieno osservazioni sopra il canto figurato von 1723 empfahl unterschiedliche Rezitativstile für Kirchenmusik, theatralische Musik und kammermusikalische Musik. Der in Marc’Antonio e Cleopatra verwendete Stil war demnach bei Werken gebräuchlich, die in eher kleineren Räumen aufgeführt wurden. Hasse orientierte sich also schon bei der Komposition am vorgesehenen Aufführungsort.:XI

## Werkgeschichte
Diese Serenata komponierte der junge Johann Adolph Hasse 1725 während seines Aufenthalts in Neapel, wo er bei Alessandro Scarlatti und vielleicht auch bei Nicola Porpora studierte. Es handelt sich um sein Gesellenstück, dem in den nächsten fünf Jahren zwei weitere Serenaten, sieben Opera serie, eine Opera buffa und mindestens acht Opernintermezzi folgten.:VII Details über die Aufführung von Marc’Antonio e Cleopatra sind außer durch die überlieferte Partitur nur aus einem autobiografischen Bericht von Johann Joachim Quantz aus dem Jahr 1755 bekannt:

„Herr Hasse nöthigte mich bey ihm zu wohnen: Wir wurden gute Freunde. Er hatte bis dahin noch keine öffentliche Musik in Wälschland aufgeführet. Ein vornehmer neapolitanischer Bankier aber, ließ von ihm eine Serenate für zwo Personen in Musik bringen, welches er auch Zeit meiner Anwesenheit bewerkstelligte. Farinello und die Tesi sungen darinn. Durch diese Serenate erwarb sich Herr Hasse so vielen Beyfall, daß ihm gleich darauf die Musik, der im May dieses Jahres, auf dem königlichen Theater vorzustellenden Oper, zu verfertigen anvertrauet wurde. Und diese Oper hat ihm den Weg zu seinem künftigen Glücke gebahnet.“

Obwohl Quantz den Titel des Werks nicht explizit nannte, kann damit nur Marc’Antonio e Cleopatra gemeint sein.:VIIIf Die Darsteller waren der Soprankastrat Carlo Broschi (Farinelli) in der Rolle der Cleopatra und die Altistin Vittoria Tesi als Marc’Antonio. Beide standen zwar noch am Anfang ihrer Karriere, waren in Italien aber bereits bekannt. Der Stimmlage nach wurden die Rollen konträr zum natürlichen Geschlecht der Sänger besetzt. Das war damals keineswegs untypisch. Quantz zufolge überzeugte die Tesi besonders in Männerrollen, und Farinelli war erst ein Jahr zuvor vom Karikaturisten Pier Leone Ghezzi in einer Frauenrolle dargestellt worden.:X–XI
Bei dem erhaltenen Partiturmanuskript handelt es sich offenbar um eine ein oder zwei Jahre später angefertigte Kopie.:VIII Sie wurde von dem damals an der Hofkapelle in Neapel wirkenden Karl Josef Brauner angefertigt. Später gelangte sie in die Sammlung des Wiener Hofrats Raphael Georg Kiesewetter. Dessen Namen trägt auch das Etikett des Partiturumschlags.:XI Die verschiedenen Vermerke darauf und Quantz’ dreißig Jahre alte Erinnerung sind nicht ganz einheitlich, sodass eine gewisse Unsicherheit angenommen werden muss. Das Etikett nennt als Aufführungsort das Landhaus des königlichen Rats Carlo Carmignano. Dieser war vermutlich auch der Auftraggeber. Als Zeitpunkt gibt das Etikett den Sommer 1725 an, das Titelblatt aber den Monat September. Sven Hansell legte ein Datum nahe, das mit dem Habsburger Kaiser Karl VI. in Verbindung stand, der damals auch über Neapel herrschte. Da im letzten Rezitativ auch dessen Gattin Elisabeth erwähnt wird, könnte es sich auch auf diese bezogen haben.:VIIIf
Auf dem Umschlag des Manuskripts wird als Titel „Antonio e Cleopatra“ genannt, auf dem Titelblatt und im Kopftitel wie auch überwiegend als Rollenname im Text selbst jedoch der vollständige Name „Marc’Antonio“. Die Gattungsbezeichnung lautet im Kopftitel „Cantata“, im Haupttitel „Dramma per musica“ und auf dem Etikett „Dramma per musica da cantarsi …“ Letzteres suggeriert im Gegensatz zu dem sonst üblichen „… da rappresentarsi“ keine szenische, sondern eine konzertante Aufführung, wie es bei Serenaten üblich war. Schon Quantz bezeichnete das Werk als „Serenata“, ein Vokalwerk mit Huldigungscharakter, worauf auch die Widmung im letzten Rezitativ hinweist.:IX
Das Etikett nennt als Librettisten Francesco Ricciardi. Dieser verfasste im folgenden Jahr auch den Text zu Hasses Serenata La Semele, o sia La richiesta fatale. Er war 1709 in Neapel Impresario des Teatro dei Fiorentini und von 1730 bis 1734 des Teatro San Bartolomeo.:IX Der überraschende wirkende Schluss mit der Huldigung an Kaiser Karl VI. und seiner Gemahlin dient der Legitimation von dessen Herrschaft anhand einer historischen Begebenheit, deren Wirkung bis in die damalige Gegenwart ausgedehnt wurde.:X
Die Musik der Sinfonia verwendete Hasse 1732 leicht bearbeitet auch für seine Opern Euristeo und Issipile.
Carl Mennicke (1906) und Anna Amalie Abert (1956 in MGG1) schätzten Marc’Antonio e Cleopatra noch als zweifelhaftes und Hasse lediglich zugeschriebenes Werk ein. Erst Sven Hansell konnte die Zweifel ausräumen.:XI Eine kritische Ausgabe von Reinhard Wiesend erschien 2002 als Band II/1 der Reihe Johann Adolf Hasse, Werke im Carus-Verlag. Seitdem wurde das Werk mehrfach aufgeführt:
- 2.–6. September 2003: Zürich, Theater Stok – szenische Produktion der Oper im Knopfloch mit Zwischentexten von Peter Zeindler, Regie: Franziskus Abgottspon, Kostüme: Irene Studer; musikalische Leitung: Andreas Gohl; mit Christa Kägi (Cleopatra) und Rosina Zoppi (Marc’Antonio).[5][6]
- 13. September 2003: Brüsseler Opernhaus La Monnaie/De Munt; Concerto Köln, Leitung: René Jacobs; mit Laura Aikin (Cleopatra) und Vivica Genaux (Marc’Antonio).[7]
- 13. April 2018: Moskau, Tschaikowsky-Konzertsaal – Musica Viva Chamber Orchestra, Leitung: Alexander Rudin; mit Natalie Perez (Cleopatra) und Sharon Carty (Marc’Antonio).[8]
- Juni–August 2018: Gotha, Ekhof-Theater, Schloss Friedenstein – szenische Aufführung, Regie: Milo Pablo Momm, Ausstattung: Jan Hoffmann; Capella Jenensis, Leitung: Gerd Amelung; mit Katharina Göres (Cleopatra) und Julia Böhme (Marc’Antonio).[9]
- 8. November 2018: Kölner Philharmonie – Accademia Bizantina, Leitung: Ottavio Dantone; mit Valer Sabadus (Cleopatra) und Delphine Galou (Marc’Antonio).[10]
- 11. November 2018: Barcelona, Sala Pau Casals des L’Auditori – Accademia Bizantina, Leitung: Ottavio Dantone; mit Sophie Rennert (Cleopatra) und Delphine Galou (Marc’Antonio).[11]
- 29. Januar 2019: Opéra-Théâtre de Clermont-Ferrand – La Cappella Neapolitana, Leitung: Antonio Florio; mit Leslie Visco (Cleopatra) und Marta Fumagalli (Marc’Antonio).[12]
- 2. April 2022: Warschau, königliches Theater in der alten Orangerie im Łazienki-Museum – Capella Regia Polona, Leitung: Władysław Kłosiewicz; mit Dagmara Barna (Cleopatra) und Rafał Tomkiewicz (Marc’Antonio).[13]
- 24. März 2023: Hannover, Großer Sendesaal des Landesfunkhauses Niedersachsen – NDR Radiophilharmonie, Leitung: David Stern; mit Sara Hershkowitz (Cleopatra) und Fleur Barron (Marc’Antonio).[14]
- 23. Juni 2023: Chicago, Jarvis Opera Hall – szenische Produktion der Haymarket Opera; Inszenierung: Chase Hopkins, Bühne: Wendy Waszut-Barrett, Kostüme: Stephanie Cluggish; Leitung: Craig Trompeter; mit Kangmin Justin Kim (Cleopatra) und Lauren Decker (Marc’Antonio).[15]
- September/Oktober 2023: Stift Göttweig, Altmannisaal – szenische Aufführung, Regie, Bühnenbild und Kostüme: Bernd Bienert;  Leitung: Davide Mariano; mit Katharina Adamcyk (Cleopatra) und Alina Dragnea (Marc’Antonio).[16]
- 30. Mai 2024: Dortmund, Reinoldihaus, Klangvokal Musikfestival Dortmund – {oh!} Orkiestra, Leitung und Violine: Martyna Pastuszka; mit Bruno de Sá (Cleopatra) und Jurij Mynenko (Marc’Antonio).[17]

## Aufnahmen
- 13. September 2003 – René Jacobs (Dirigent), Concerto Köln.
 Laura Aikin (Cleopatra), Vivica Genaux (Marc’Antonio).
 Live aus dem Brüsseler Opernhaus La Monnaie/De Munt.[7]
- 30. Dezember 2009 bis 2. Januar 2010 – Matthew Dirst (Dirigent), Ars Lyrica Houston.
 Ava Pine (Cleopatra), Jamie Barton (Marc’Antonio).
 Aufnahme aus der Zilkha Hall im Hobby Center for the Performing Arts, Houston TX.
 Dorian Sono Luminus DSL-92115.[2]
- 30. November – 4. Dezember 2011 – Claudio Osele (Dirigent), Le Musice Nove.
 Francesca Lombardi Mazzulli (Cleopatra), Vivica Genaux (Marc’Antonio).
 Aufnahme aus der Villa San Fermo in Lonigo.
 Deutsche Harmonia Mundi 886443945470 (2 CDs).[18]
- 13. April 2018 – Alexander Rudin (Dirigent), Musica Viva Chamber Orchestra.
 Natalie Perez (Cleopatra), Sharon Carty (Marc’Antonio).
 Video; Live aus dem Tschaikowsky-Konzertsaal in Moskau; zusammen mit Georg Friedrich Händels Kantate Apollo e Dafne.
 Videostream auf meloman.ru.[8]
- 11. November 2018 – Ottavio Dantone (Dirigent), Accademia Bizantina.
 Sophie Rennert (Cleopatra), Delphine Galou (Marc’Antonio).
 Live aus der Sala Pau Casals des L’Auditori in Barcelona.
 Radiosendung auf Österreich 1.[11]
- 15. November 2020 – Julia Küßwetter (Cleopatra und Marc’Antonio), Jürgen Kruse (Klavier).
 Video; aufgrund der Maßnahmen gegen die COVID-19-Pandemie erstelltes Online-Konzert der Konzertreihe „Kultur am Kornhaus“; gekürzt.[19]
- 24. März 2023 – David Stern (Dirigent), NDR Radiophilharmonie.
 Sara Hershkowitz (Cleopatra), Fleur Barron (Marc’Antonio).
 Live aus dem Großen Sendesaal des Landesfunkhauses Niedersachsen in Hannover.
 Radiosendung auf NDR Kultur.[14]